# Juan Bimba

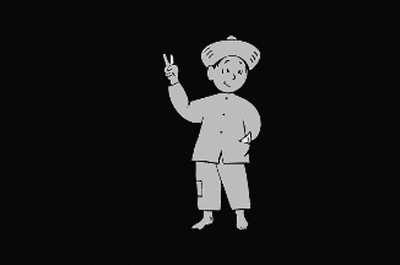
Caricatura de Juan Bimba usada por Acción Democrática en las elecciones generales de 1963

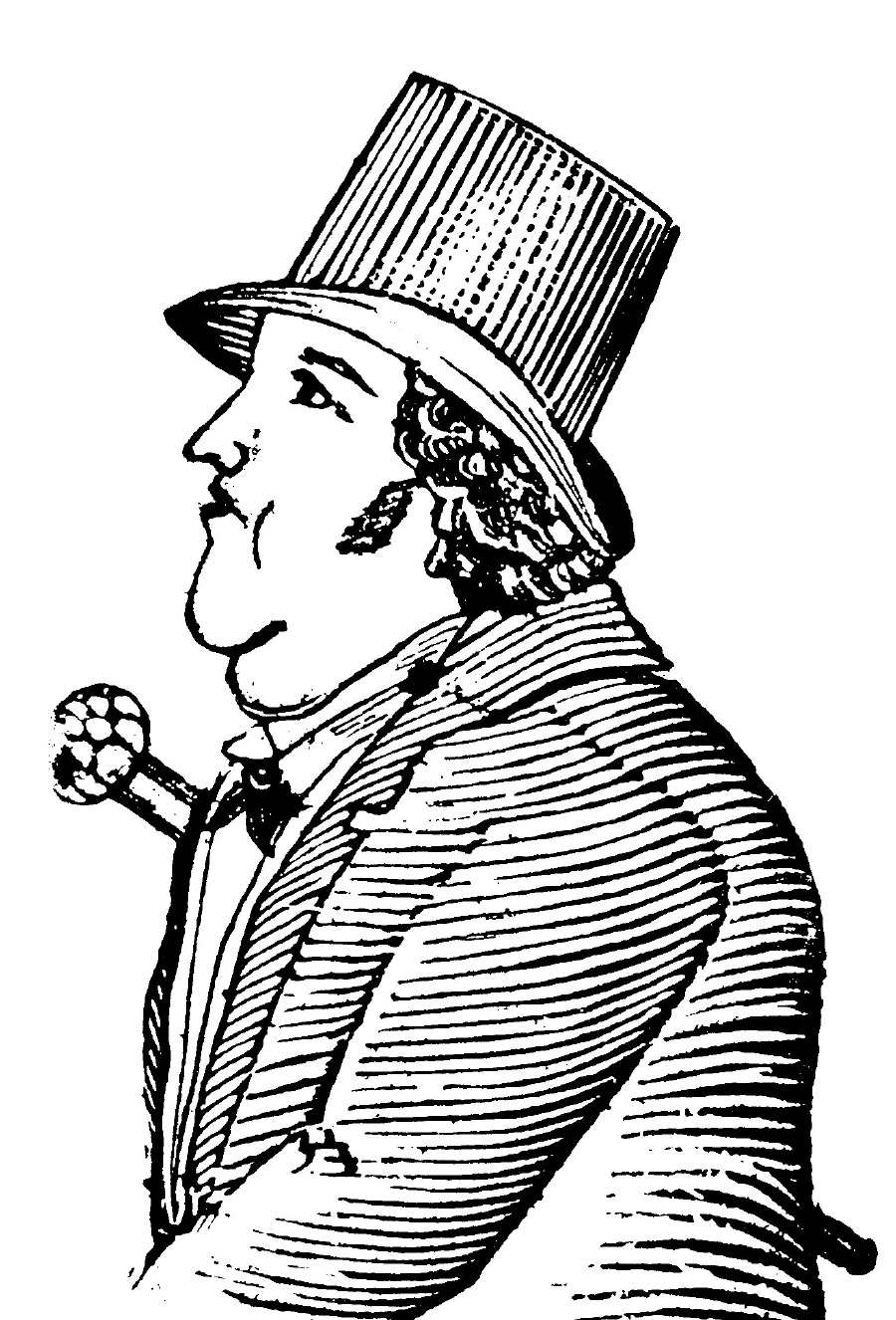
Caricatura de Juan Vicente González, uno de los primeros en nombrar al personaje.

Juan Bimba es un conocido personaje gráfico producto del venezolanismo histórico. La tradición local de Cumaná atribuye la etimología de «Juan Bimba» al nombre de un habitante de las cercanías con problemas mentales que vivió hacia 1853. Lo cierto es que en 1860, Juan Vicente González usa Juan Bimba como sinónimo de tonto o mentecato. «Juan Bimbe», «Juan Bimba» o «Juan Bimbas», como también se le llamaba, está documentado desde 1900 como el nombre que se le aplica al prototipo del hombre humilde del pueblo. Con ese sentido la fijó y la popularizó Andrés Eloy Blanco en diversas composiciones y en forma humorística desde la revista Fantoches durante los años 1930.

## Origen

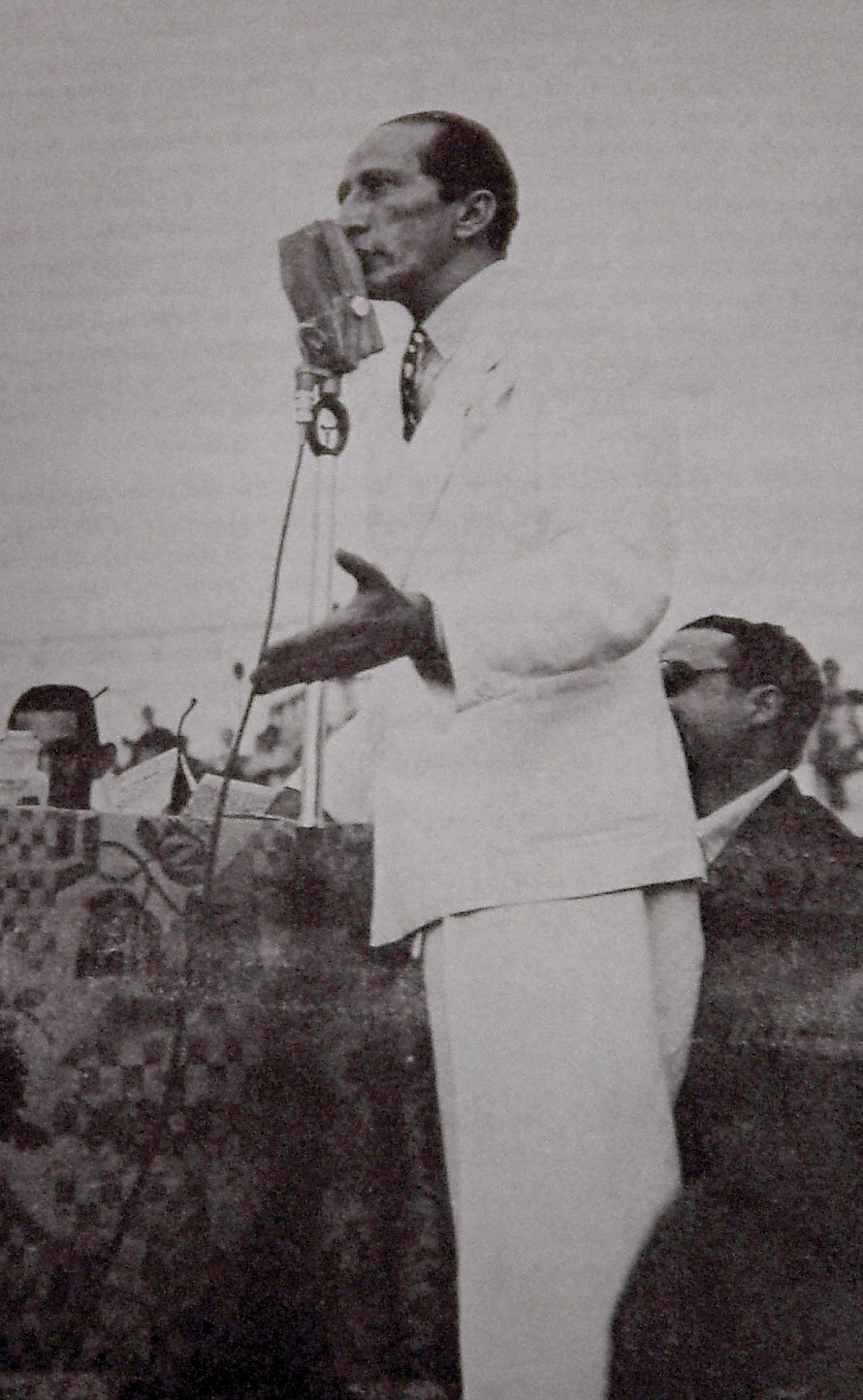
Andrés Eloy Blanco fue quien más contribuyó a popularizar a Juan Bimba y Juambimbada como venezolanismo.

Su creación se atribuye a Mariano Medina Febres, médico y diplomático venezolano que, como dibujante, firmaba con el seudónimo de «Medo». La imagen original de este «muñequito» apareció en 1936 en el diario caraqueño Ahora, donde «Medo» tenía a su cargo la «Caricatura del Día». El personaje vestía franela, pantalón enrollado, calzaba alpargatas o iba descalzo y llevaba sombrero de cogollo.
Con él, se quería representar al pueblo venezolano en la condición de hombre rural que aún prevalecía durante la primera mitad del siglo XX. El nombre y la imagen de este personaje alcanzó una alta popularidad entre 1936 y 1948. Se hablaba no sólo de Juan Bimba, sino también de «juanbimbero» o de «juanbimbada», título este último de una obra escrita por Andrés Eloy Blanco en 1936.
En caricaturas de Leoncio Martínez («Leo») y de Manuel Martínez («Manuel») publicadas en 1938 en Fantoches, aparecía Juan Bimba con la indumentaria mencionada, a veces con un pañuelo alrededor del cuello y un garrote en la mano. En la misma revista y durante el mismo año, «Leo» creó un personaje gráfico parecido a Juan Bimba, al cual llamaba «Juan de Caracas», en representación del pueblo caraqueño. Utilizado también como símbolo del partido Acción Democrática, el personaje de «Juan Bimba» desapareció del folklore gráfico venezolano a mediados de los años 1960.

## Uso en la política

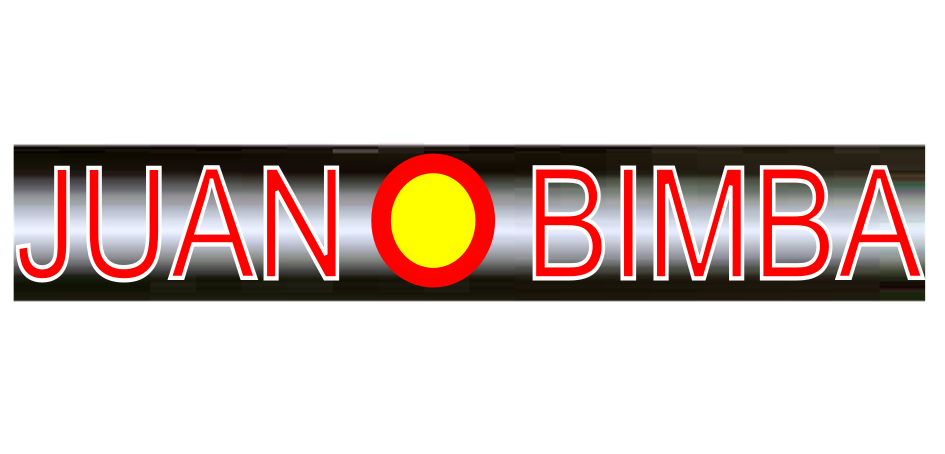
Logotipo del Partido "Juventud Unida en Acción Nacional con Bimba".

Por su carácter personificador de la sociedad venezolana, el personaje de Juan Bimba fue usado ocasionalmente como en el campo de la política y la sociología. Uno de los ejemplos más tempranos de esto estuvo en el ensayo Carta a Juan Bimba, escrito en 1936 por el propio Andrés Eloy Blanco, en el cual hacía reflexiones sobre la historia de Venezuela y las ideologías de izquierda.
Posteriormente, el partido Acción Democrática usó y difundió su iconografía como forma de propaganda durante la campaña hacia las elecciones presidenciales y parlamentarias de Venezuela de 1963, haciendo hincapié en su simbolismo y acompañándolo con el eslogan «El Partido del Pueblo», especialmente después de que la Corte Suprema de Justicia prohibiera el uso de la bandera partidista. El expresidente Hugo Chávez solía representar frecuentemente una versión muy particular de Juan Bimba como técnica de campaña política, al asumir la indumentaria de un llanero.